# JUMP NO.1
『JUMP NO.1』是Hey! Say! JUMP的首張專輯。
於2010年7月7日發售。唱片公司是J Storm，發售商是Sony Music Entertainment。

## 解説
- 2007年9月24日的出道以來相隔約2年8個月後發售的首張專輯。
- 這專輯的發售情報是Hey! Say! 2010 TEN JUMP 5月4日横濱體育館公演的最中發表。
- 初回限定盤有40P小冊子，通常盤初回プレス是40P特別小冊子，通常盤是27P的通常小冊子封入。

## 收錄曲

### 初回盤・通常盤共通
1. DREAMER 
 作詞：薮宏太 作曲：BOUNCEBACK 編曲：高橋哲也 / 佐藤泰将
2. INFINITY 
 作詞：八乙女光 作曲：内田智之 編曲：CHOKKAKU 鋼琴：伊野尾慧
3. 瞳のスクリーン (5th單曲)
 作詞：村野直球 作曲：馬飼野康二 編曲：鈴木雅也
 山田涼介主演 日本電視台星期六電視劇『左目偵探EYE』主題曲
4. 真紅 
作詞：山田涼介 作曲：Fredrik Hult 編曲：h-wonder
5. ガンバレッツゴー！（Hey! Say! 7） 
 作詞：藤林聖子 / MAKOTO　作曲・編曲：h-wonder 
 『第41回春高排球全国大会』（富士電視台系）印象曲
6. 情熱JUMP 
 作詞：ma-saya 作曲：BOUNCEBACK 
『第40回春高排球全国大会』（富士電視台系）印象曲
7. すまいるそんぐ 
 作詞：知念侑李 作曲：Shusui / Hirofumi Sasaki 編曲：石塚知生 手鼓：森本龍太郎
8. Memories 
 作詞：ma-saya 作曲：加藤裕 編曲：佐藤泰将 / 丹下正男 
山田涼介主演 日本電視台特別電視劇『左目探偵EYE』主題曲
9. Dreams come true (2nd單曲) 
 作詞: 久保田洋司 作曲:馬飼野康二 編曲:CHOKKAKU
『北京奧運會排球世界最終預選』（富士電視台系列/TBS系列）印象曲
10. Time 
作詞：高木雄也 作曲：平田祥一郎 編曲：有岡大貴 / Eddy
11. Score（Hey! Say! BEST）
作詞：薮宏太 Rap詞：八乙女光 作曲：Joey Carbone / STEVEN LEE 編曲：前口渉 / 丹下正男
12. Your Seed (3rd單曲)
 作詞：ma-saya 作曲：h-wonder 編曲：ha-j 
 電影：『カンフー・パンダ』印象曲
13. アイ☆スクリーム 
作詞・作曲：八乙女光 編曲：磯崎健史 / 吉岡たく 吉他：岡本圭人
14. 真夜中のシャドーボーイ (4th單曲) 
 作詞：ma-saya 作曲：馬飼野康二 編曲：馬飼野康二 / 石塚知生 
日本電視台 週六連續劇『改造老師大作戰』主題曲
15. Dash!! 
作詞：中島裕翔 作曲：原一博 編曲：川端良征 / 清水昭男
16. Ultra Music Power (1st單曲) 
 作詞：MSS 作曲：馬飼野康二 編曲：CHOKKAKU 
『世界杯排球賽2007』（富士電視台系）印象曲
17. Thank You 〜僕たちから君へ〜 
作詞：Hey! Say! JUMP 作曲：STEVEN LEE 編曲：船山基紀 Song Co-ordination：Joey Carbone